# Vinaderos
Vinaderos es una localidad perteneciente al municipio de Nava de Arévalo, en la provincia de Ávila, comunidad autónoma de Castilla y León, España. En 2022 contaba con 39 habitantes.